# Red Ninja: End of Honor
Red Ninja: End of Honor (紅忍 血河の舞, Reddo Ninja Kekka no Mai) est un jeu vidéo d'infiltration développé par Tranji Studios et édité par Vivendi Universal Games, sorti en 2005 sur PlayStation 2 et Xbox.

## Accueil
- Jeuxvideo.com : 10/20[1]